# Hipparchia splendum
Hipparchia splendum är en fjärilsart som beskrevs av Varin 1958. Hipparchia splendum ingår i släktet Hipparchia och familjen praktfjärilar. Inga underarter finns listade i Catalogue of Life.